# La Primavera (Kolumbien)
La Primavera ist eine Gemeinde (Municipio) im Departamento Vichada in Kolumbien.

## Geographie
La Primavera liegt auf einer Höhe von ungefähr 140 Metern in Vichada in den kolumbianischen Llanos am Río Meta und hat eine Durchschnittstemperatur von 28 °C. An die Gemeinde grenzen im Norden Paz de Ariporo und Trinidad im Departamento de Casanare und Cravo Norte im Departamento de Arauca sowie der Bundesstaat Apure in Venezuela, im Osten Puerto Carreño, im Süden Cumaribo und im Westen Santa Rosalía.

## Bevölkerung
Die Gemeinde La Primavera hat 9846 Einwohner, von denen 6130 im städtischen Teil (cabecera municipal) der Gemeinde leben (Stand: 2022).

## Geschichte
La Primavera wurde 1959 von Raimundo Cruz gegründet. Seit 1987 hat der Ort den Status einer Gemeinde. La Primavera verdankt seine Existenz der großflächigen Nutzung der Llanos als Weideland für Rinderherden.

## Wirtschaft
Der wichtigste Wirtschaftszweig von La Primavera ist wie in den ganzen Llanos die Rinderproduktion. Außerdem gibt es noch Anbau von Baumwolle, Mais und Bananen sowie Fischerei. Zukünftig wird eine verstärkte Gewinnung von Titan und Erdöl erwartet.

## Verkehr
La Primavera kann von Villavicencio auf dem Luftweg erreicht werden, von Puerto Gaitán auf dem Flussweg, und von Villavicencio auch über den Landweg. Die Straßenverhältnisse können allerdings in der Regenzeit sehr schlecht werden.